# République du Monténégro (1992-2006)
28 avril 1992 – 3 juin 2006
(14 ans, 1 mois et 6 jours)
- Monténégro
- Serbie

Entités précédentes :
- République socialiste du Monténégro (RFSY)

Entités suivantes :
- Monténégro

La République du Monténégro (en serbe : Република Црна Гора, Republika Crna Gora) est un pays constitutif de la RF Yougoslavie entre 1992 et 2003 puis de la Serbie-et-Monténégro entre 2003 et 2006. La déclaration d'indépendance du Monténégro en 2006 met fin à l'État formé avec la Serbie.
Après l'effondrement de la République fédérative socialiste de Yougoslavie (RFSY), les républiques socialistes de Monténégro et de Serbie s'accordent pour former la République fédérale de Yougoslavie (RFY) qui abandonne officiellement le communisme et qui approuve des institutions démocratiques. Le Monténégro est une république constitutive de la RFY jusqu'en 2003, date à laquelle elle est remplacée par la Communauté d'États de Serbie-et-Monténégro. Le Monténégro devient finalement indépendant en 2006.

## Histoire

### République fédérale de Yougoslavie
Dès l'entrée dans la République fédérale de Yougoslavie, le Monténégro est mené par le président Momir Bulatović, un ancien membre du parti communiste en Yougoslavie et un allié du président serbe Slobodan Milošević qui aide Bulatović à prendre le pouvoir durant la révolution anti-bureaucratique où les deux prennent le pouvoir dans leurs républiques respectives. Dans les dernières années de la République fédérative socialiste de Yougoslavie (RFSY), Bulatović soutient les demandes de Milošević pour un système « un membre, un vote » dans le congrès du Parti communiste qui lui permettrait d'obtenir une supériorité numérique au congrès. Cela favorise la chute du Parti communiste puis de la RFSY. Bulatović commence à montrer une certaine réticence à rester dans une union avec la Serbie quand des pays, comme l'Italie, offrent au Monténégro la possibilité de faire partie rapidement de la Communauté européenne si le Monténégro se sépare de la Yougoslavie. Toutefois, la brève approbation pour l'indépendance du Monténégro de Bulatovic prend fin en raison de la pression serbe. En 1992, le Monténégro rejoint la République fédérale de Yougoslavie à la suite d'un référendum le 1er mars. La même année, la capitale Titograd (nommée d'après l'ancien dirigeant yougoslave Josip Broz Tito) reprend son nom d'avant la période communiste, Podgorica. En 1993, le Monténégro abandonne son ancien drapeau, utilisé durant l'ère communiste, et adopte un drapeau tricolore plaine, similaire à celui de la Serbie mais plus long et avec un bleu plus clair pour la bande centrale afin de créer une différence entre les deux républiques qui avaient exactement le même drapeau durant la période communiste. Ce drapeau restera en place jusqu'en 2004.
La continuité de l'union entre le Monténégro et la Serbie assure la légitimée de la poursuite d'un État yougoslave, ce qui est important pour la Serbie car la poursuite de cette union permet à l'État yougoslave de prétendre à d'anciens territoires yougoslaves peuplés par des Serbes en Bosnie-Herzégovine et en Croatie. De plus, le Monténégro a un accès à la mer alors que la Serbie est enclavée. Cela permet l'existence d'une marine militaire et marchande. Au fil du temps, la nature dominante du président Milošević et de ses alliés au sein de la fédération provoque chez les Monténégrins une envie de s'orienter vers l'indépendance ainsi que la création d'un désir croissant d'un changement de régime et de soutenir l'opposition en Serbie. À la suite de tensions avec la Serbie sur la politique économique à mener, le Monténégro adopte le Deutsche Mark en 1996 en attendant l'officialisation par la Communauté européenne d'une monnaie européenne. Après le départ de Bulatović de la présidence monténégrine en 1998, le nouveau président Milo Đukanović s'oppose à Milošević, devenu le président yougoslave, et met le Monténégro sur la voie de l'indépendance.

### Serbie-et-Monténégro
Après le renversement du régime de Milošević en 2000, Đukanović et le gouvernement monténégrin mirent la pression sur la Serbie et la communauté internationale pour demander la fin de la Yougoslavie et que le Monténégro ne serait disposé qu'à faire partie d'une confédération libre. Ces exigences contribuent à la fin de la République fédérale de Yougoslavie et la création de la plus libre communauté d'États de Serbie-et-Monténégro en 2003, d'où le Monténégro se sépare en 2006 afin de prendre son indépendance.

## Galerie photographique

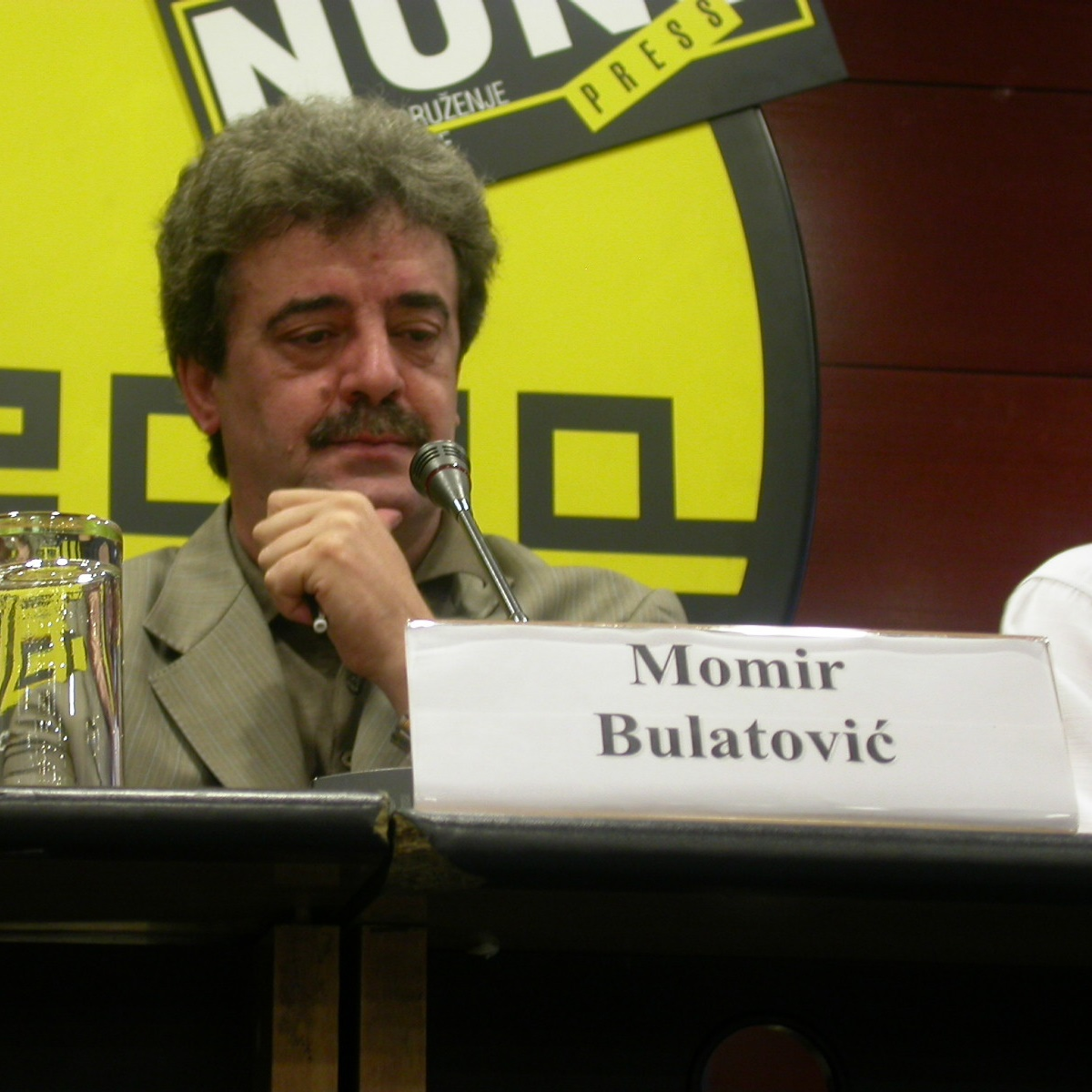
Momir Bulatović, président du Monténégro entre 1990 et 1998.
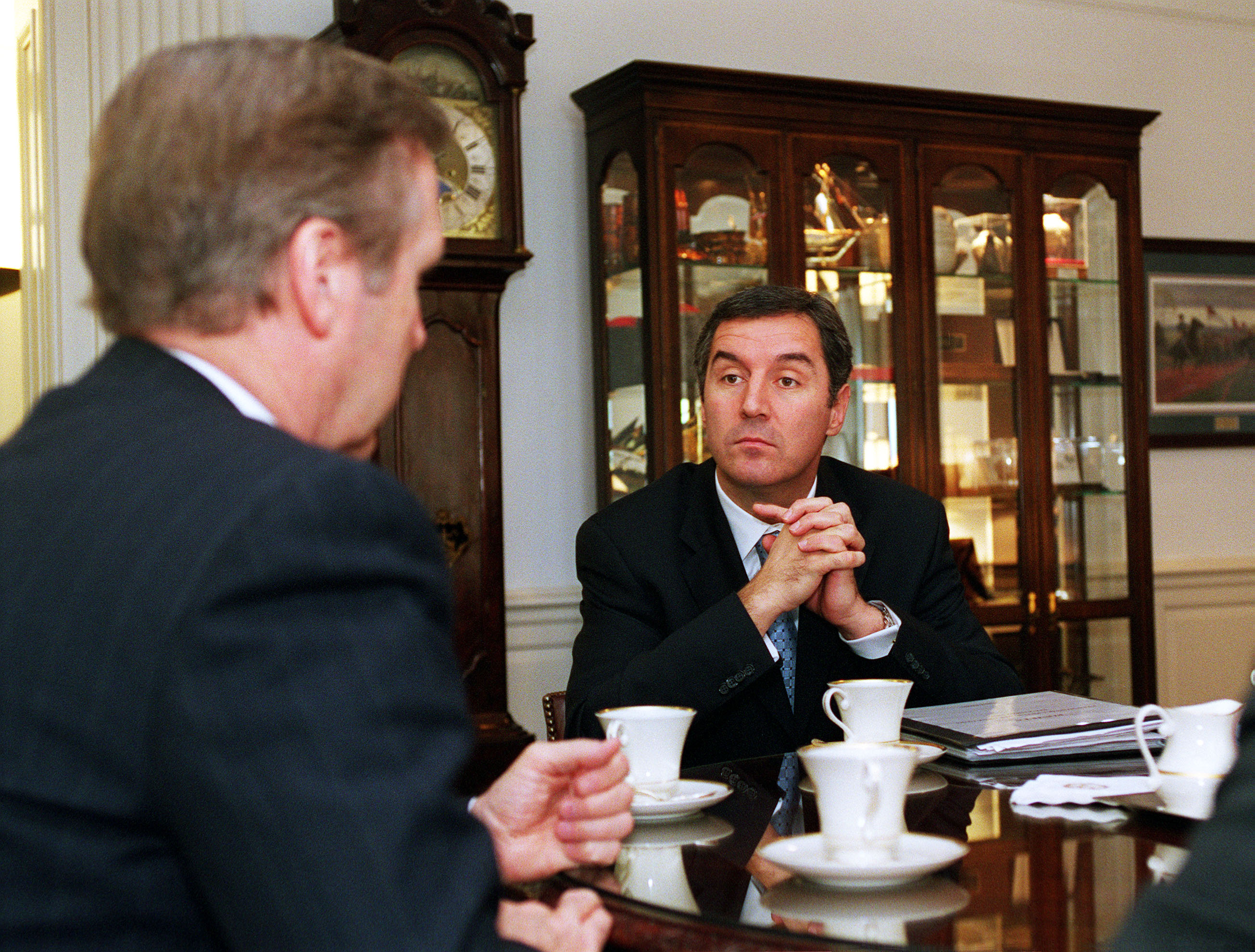
Milo Đukanović (à droite), président du Monténégro entre 1998 et 2002, discute avec William Cohen au Pentagone, le 4 novembre 1999.